# Henri Wijnoldy-Daniëls
Henri Jacob Marie Wijnoldy-Daniëls, né le 26 novembre 1889 à Sliedrecht et mort le 20 août 1932 à Cabourg, France, est un escrimeur néerlandais. Il tirait aux trois armes, obtenant des résultats internationaux au sabre et à l'épée. Il n'a cependant jamais été primé au fleuret.

## Biographie
Wijnoldy-Daniëls fut membre de l'équipe néerlandaise olympique de 1920 à 1928. Ses résultats individuels sont plutôt discrets. Lors des Jeux d'Anvers en 1920, il obtient la neuvième place du classement général au sabre, en l'absence des favoris hongrois exclus des Jeux olympiques, et c'est sa seule apparition en poule finale aux Jeux olympiques. Il obtient aussi dans la même édition la médaille de bronze au sabre par équipes, une épreuve disputée sous forme de poule unique de huit équipes, là aussi en l'absence des Hongrois. Les Pays-Bas perdent contre l'Italie (4 victoires à 12) et la France (5-11), mais remportent les quatre autres rencontres pour devancer la Belgique. 
L'exploit est plus important en 1924 à Paris, où les Néerlandais décrochent de nouveau le bronze, mais cette fois en présence des sabreurs hongrois. Wijnoldy-Daniëls joue un rôle central dans cette nouvelle médaille, car il remporte contre la France, en demi-finales, ses quatre assauts et permet aux Pays-Bas de s'imposer (9-7) pour se qualifier en poule finale. Il y perd cependant 7 de ses 8 assauts contre l'Italie (défaite 7-9) et la Hongrie (2-14). Il inscrit ensuite deux victoires contre la Tchécoslovaquie dans un match pour le bronze gagné par les Pays-Bas (9-7).
En 1928, à domicile, les Néerlandais sont éliminés aussi bien à l'épée qu'au sabre dès le tour de poule de demi-finale et finissent cinquièmes à égalité avec les autres éliminés. Il ne participe pas aux Jeux de 1932, mais poursuit une carrière d'escrimeur, en tant que militaire. C'est lors d'un gala d'escrime au casino de Cabourg que Wijnoldy-Daniëls meurt, non par la faute de son adversaire le capitaine Gardes, mais d'une embolie au cours de son match contre ce dernier.

## Palmarès
- Jeux olympiques
  -  Médaille de bronze au sabre par équipes aux Jeux olympiques de 1920 à Anvers
  -  Médaille de bronze au sabre par équipes aux Jeux olympiques de 1924 à Paris

- Championnat international
  -  Médaille de bronze à l'épée au championnat international d'escrime 1921 à Paris
  -  Médaille de bronze au sabre au championnat international d'escrime 1923 à La Haye